# وعد بوحسون
وعد بوحسون مواليد (1979) ملحنة ومغنية وعازفة عود سورية من جبل العرب.
تمتلك خامة وثقافة موسيقية وامتهنت غناء الطرب العربي الأصيل.
امتازت الفنانة السورية الشابة بوحسّون بالغناء الصوفي وعزفها على العود الشرقي، والغناء الطربي والصوفي، وبذاك الصوت أنشأت الأساسات الثلاثة لمشروعها الموسيقي الذي يرتكز على العزف على العود، والغناء، والتأليف الموسيقي.
تأثرت بصوت فيروز، وعازف العود منير بشير، وبأعمال إديت بياف لإغناء لغتها الفرنسية، وموسيقا الشعوب، اللاتينية بخاصة.

## بدايتها
في البدايات نسجت وعد أول خيوط علاقتها بالموسيقا عبر الكاسيتات التي كان يسجلها والدها، كان الأخير يرصد إذاعات تبثّ أغاني أم كلثوم وأسمهان وفريد الأطرش.. حبّ العائلة للموسيقا انتقل إليها، فاشترى لها والدها عودها الأول وهي في السابعة من عمرها، ولقّنها العزف عليه.
أما إطلالتها الأولى فانحصرت في البدء ضمن المناسبات العائلية، إذ كانت تعزف وتؤدي الأغنيات التي حفظتها، ثم راحت تشارك في المسابقات الوطنية.
تقول بوحسون «آلة العود رافقتني منذ الصغر، وتحديداً عندما كان عمري ثماني سنوات، كان أبي عاشقاً لآلة العود، وهو الذي زرع فيّ حبها, وفي حقيقة الأمر، أنا محظوظة إذ ترعرعت في وسط أسرة تعشق الطرب القديم، وكنت دائما مولعة بالعود، وأعده صديقي وهو، حقيقة، يعبر عن أفكاري من خلاله، ومن خلال الغناء أيضاً».

## دراستها
دخلت المعهد العالي للموسيقا في دمشق، لم يكن في المعهد فرعٌ خاص بالغناء الشرقي، فاضطرت إلى دراسة أصول الغناء الأوبرالي، إلى جانب متابعة دروس العود مع أستاذها عسكر علي أكبر (من أذربيجان). طُلِب منها إتقان العزف على آلة غربية كي تتمكن من الانخراط في «الأوركسترا السمفونية السورية» لكنها تمسّكت بالعود، ونالت عام 2003 شهادتها العليا في العزف عليه.

## أعمالها
مع تفضيلها الموسيقى كلاسيكية، حقبة الباروك، وتحديداً باخ الذي عزفت من ريبرتواره الكونشرتو الأول للكمان والأوركسترا (أدت ما كُتِبَ للكمان على العود، ورافقها البيانو الذي أدى توليف الجزء الأوركسترالي) وهذا يعد سبقا موسيقيا.قدّمت وعد حفلات عدّة، أهمها في دار الأوبرا وفي عدة محافظات سورية، كما غنّت في فرنسا وإيطاليا وإسبانيا وتونس والمغرب. بعد الحفلات التي أدّت فيها الكلاسيكيات الكلثومية والقدود الحلبية.
وعد تقوم بتلحين الأشعار، وهي باحثة موسيقية أيضاً، فهي عندما لحنت أشعار جلال الدين الرومي قرأت مئات الصفحات عنه وعن شعره وعن طريقته الصوفية المسماة بالمولوية، وكذلك فعلت الشيء ذاته مع ابن زيدون وولادة ورابعة العدوية التي درست حياتها وشعرها وجمعت كل ما تم تلحينه من شعرها ودرسته.

### ألبوم صوت الحب
مشوارها الاحترافي كان مع بدء تسجيل عملها الأول في فرنسا الذي شاركها في جزء منه محمود شغالة.
وهكذا حوى ألبوم «صوت الحب» أعمالاً من تلحين وعد التي اختارت قصائدها من الشعر الغزلي والصوفي، الديني والدنيوي (ابن زيدون، وَلاّدة، جلال الدين الرومي). وكذلك، أدّت بعض كلاسيكيات الطرب، مثل «يا فجر لمّا تطلّ» و«عرفت الهوى» و«برضاك يا خالقي» و«أوقدوا الشموع».

## رأي النقاد
- فيما يخص ميزات صوت بوحسون يجد الباحثون أنها تبدِع في الطبقة الوسطى والمنخفضة (لأن صوتها «ألتو»، الصوت الجهور عند النساء). وتحمل نبرة جميلة لكنها لا تساوي في القيمة (ولاسيما في الطبقة العالية) العنصرين القويَّين عندها: الطاقة والتهذيب، بالنسبة إلى مخارج الحروف، وهي عنصرٌ أساس في هذا النوع من الغناء، هناك إحساس بأن وعد متمكِّنة جيداً منها، لكنّ تَمَكُّنها ليس معتَّقاً.
- أما وعد العازفة فهي لا تقل طرباً وشغفاً عن مساحات صوتها فريشتها خفيفة ومتمكنة، تتنقل على الأوتار في الحد الأدنى من الاحتكاك الكافي لضمان صدور النغمة, وهي شديدة الإحساس، إلى درجة أنّ مهاراتها تكاد تخون نيتها في الإفصاح عمّا يختلج في نفسها، في السياق ذاته، فإنّ أداءها أثناء الغناء أمتن تقنياً من الأداء المنفرد، كأنّ صوتها يعطي زخماً لأصابعها... وعد بوحسّون ليست صوت الحب فحسب، بل والأسى أيضاً, (برضاك يا خالقي، وعرفت الهوى وباسم الإله) بعض عناوين مواويل لحنتها وغنتها.

## وصلات خارجية
- وعد بوحسون على موقع ميوزك برينز (الإنجليزية)
- وعد بوحسون على موقع ديسكوغز (الإنجليزية)